# Marc Van Der Linden
Marc Van Der Linden (ur. 4 lutego 1964 w Merksem) – belgijski piłkarz grający na pozycji napastnika.

## Kariera klubowa
Van Der Linden wychował się w klubie SC Merksem. W 1981 roku odszedł do Royal Antwerp FC. W sezonie 1982/1983 zadebiutował w pierwszej lidze belgijskiej i w debiutanckim sezonie z 16 golami był najskuteczniejszym graczem swojej drużyny. Także w kolejnych sezonach należał do najlepszych strzelców Royalu Antwerp, a do zakończenia sezonu 1988/1989 strzelił dla tego klubu 85 bramek w lidze.
Latem 1989 Van Der Linden odszedł do Anderlechtu, w którym występował w ataku naprzemiennie z Markiem Degryse, Lukiem Nilisem i Luisem Oliveirą. W pierwszym sezonie gry w Anderlechcie był podstawowym zawodnikiem, jednak w następnym pełnił rolę rezerwowego. Wywalczył w 1991 roku mistrzostwo Belgii, ale po tym sukcesie przeszedł do KAA Gent. W klubie z Gandawy grał przez 3 sezony.
W 1994 roku Van Der Linden trafił do izraelskiego Hapoelu Ironi Riszon le-Cijjon, a po pół roku przeszedł do Maccabi Herclijja. W 1995 roku wrócił do Antwerpii i został piłkarzem Beerschotu VAC. Po dwóch latach gry w drugiej lidze zakończył karierę.
| Sezon   | Klub                   | Kraj   | Rozgrywki      | Mecze | Bramki |
| ------- | ---------------------- | ------ | -------------- | ----- | ------ |
| 1982/83 | Royal Antwerp FC       | Belgia | Division I     | 28    | 16     |
| 1983/84 | Royal Antwerp FC       | Belgia | Division I     | 33    | 11     |
| 1984/85 | Royal Antwerp FC       | Belgia | Division I     | 31    | 10     |
| 1985/86 | Royal Antwerp FC       | Belgia | Division I     | 23    | 8      |
| 1986/87 | Royal Antwerp FC       | Belgia | Division I     | 33    | 11     |
| 1987/88 | Royal Antwerp FC       | Belgia | Division I     | 29    | 14     |
| 1988/89 | Royal Antwerp FC       | Belgia | Division I     | 34    | 15     |
| 1989/90 | RSC Anderlecht         | Belgia | Division I     | 33    | 15     |
| 1990/91 | RSC Anderlecht         | Belgia | Division I     | 7     | 0      |
| 1991/92 | KAA Gent               | Belgia | Division I     | 28    | 10     |
| 1992/93 | KAA Gent               | Belgia | Division I     | 22    | 6      |
| 1993/94 | KAA Gent               | Belgia | Jupiler League | 15    | 2      |
| 1994/95 | Ironi Riszon le-Cijjon | Izrael | Ligat ha’Al    | 13    | 4      |
| 1994/95 | Maccabi Herclijja      | Izrael | Ligat ha’Al    | 11    | 2      |
| 1995/96 | Beerschot VAC          | Belgia | Tweede Klasse  | 26    | 5      |
| 1996/97 | Beerschot VAC          | Belgia | Tweede Klasse  | 10    | 0      |

## Kariera reprezentacyjna
W reprezentacji Belgii Van Der Linden zadebiutował 31 maja 1983 roku w zremisowanym 1:1 towarzyskim spotkaniu z Francją. W 1990 roku został powołany przez selekcjonera Guya Thysa do kadry na Mistrzostwach Świata we Włoszech. Na tym turnieju rozegrał dwa spotkania: z Koreą Południową (2:0) oraz z Hiszpanią (1:2). Od 1983 do 1990 roku rozegrał 19 spotkań w kadrze narodowej i zdobył 9 goli.